# Xanthorhoe phariensis
Xanthorhoe phariensis är en fjärilsart som beskrevs av Louis Beethoven Prout 1939. Xanthorhoe phariensis ingår i släktet Xanthorhoe och familjen mätare. Inga underarter finns listade i Catalogue of Life.